# Cydistomyia amblychroma
Cydistomyia amblychroma är en tvåvingeart som först beskrevs av Speiser 1910.  Cydistomyia amblychroma ingår i släktet Cydistomyia och familjen bromsar.
Artens utbredningsområde är Kenya. Inga underarter finns listade i Catalogue of Life.